# Helmut Brinker
Helmut Heinrich Brinker (* 17. August 1939 in Lübbecke, Westfalen; † 9. Juli 2012 in Quarten, Schweiz; heimatberechtigt in Langnau am Albis) war ein deutsch-schweizerischer Kunsthistoriker und Sinologe.

## Leben und Werk
Nachdem sein Vater im Zweiten Weltkrieg gefallen war, wuchs Brinker mit seinen zwei Geschwistern als Halbwaise auf.
Brinker studierte mit Unterstützung eines Stipendiums für Kriegswaisen Kunstgeschichte Ostasiens und abendländische Kunstgeschichte sowie Sinologie und Japanologie an der Universität Heidelberg. Sein wichtigster akademischer Lehrer war Dietrich Seckel, mit dem ihn eine lebenslange Freundschaft verband. Daneben war auch der Sinologe Wolfgang Bauer für ihn prägend.
Weitere Studien führten ihn nach Harvard und Princeton. Brinker war von 1964 bis 1970 Stipendiat der Studienstiftung des deutschen Volkes und wurde mit einem Harkness Fellowship des Commonwealth Fund in New York gefördert. Brinker schrieb sich für das akademische Jahr 1966–1967 an der Universität Harvard ein, wo er  unter Max Loehr (1903–1988) chinesische und bei John Rosenfield japanische Kunstgeschichte studierte. An der Universität Princeton studierte er bei dem Kunsthistoriker Shujiro Shimada (1909–1994) und dem Archäologe Wen Fong (1930–2018).
1970 wurde er an der Ruprecht-Karls-Universität Heidelberg mit einer Arbeit zur Zen-buddhistischen Bildnismalerei in China und Japan promoviert. Von 1970 bis 1982 war er Kurator am Museum Rietberg in Zürich und zuständig für die Ostasienabteilung. In dieser Funktion konzipierte er zahlreiche Ausstellungen, unter anderem 1980 gemeinsam mit Eberhard Fischer die stark beachtete Ausstellung Kunstschätze aus China, die im Kunsthaus Zürich und an fünf weiteren Stationen in Europa gezeigt wurde.
Ab 1970 war er zugleich an der Universität Zürich tätig, zunächst als Lehrbeauftragter und Privatdozent. 1978 wurde Brinker als Extraordinarius und 1982 als Ordinarius für Kunstgeschichte Ostasiens an der Universität Zürich bestellt. 2006 wurde er emeritiert. Er galt als Experte für die Kunst des Zen-Buddhismus.
Brinker veröffentlichte zahlreiche wissenschaftliche Arbeiten und Bücher, darunter Zen in der Kunst des Malens (1985) und den Ausstellungskatalog ZEN: Meister der Meditation in Bildern und Schriften (1993).
Er war mit der Germanistin Claudia Brinker, geborene von der Heyde (* 1950), verheiratet.

## Publikationen
- Die zen-buddhistische Bildnismalerei in China und Japan von den Anfängen bis zum Ende des 16. Jahrhunderts. Eine Untersuchung zur Ikonographie, Typen- und Entwicklungsgeschichte, mit 80 Tafeln. Dissertation (= Münchner ostasiatische Studien. Nr. 10). Franz Steiner Verlag, Wiesbaden 1973.
- Shussan Shaka-Darstellungen in der Malerei Ostasiens. Untersuchungen zu einem Bildthema der buddhistischen Figurenmalerei. Peter Lang, Bern 1983. (Habilitation)
- Zen in der Kunst des Malens. Otto Wilhelm Barth Verlag, Bern 1985.
- Laozi flankt, Konfuzius dribbelt. China scheinbar abseits. Vom Fussball und seiner heimlichen Wiege. Lang, Bern 2006.
- Die chinesische Kunst. C. H. Beck, München 2009.
- Secrets of the Sacred. Empowering Buddhist Images in Clear, in Code, and in Cache. The University of Washington Press, Seattle, London 2011.